# Amanuens
Amanuens (från latinets a manu; ”till hands”), ursprungligen skrivbiträde, är en tjänsteman vid departement och ämbetsverk. Numera används titeln främst vid universitet, högskolor, arkiv och museer.
Amanuens kan även vara en framstående student som anställts på deltid för att undervisa studenter som inte kommit lika långt i utbildningen eller för att administrativt och i forskning bistå universitetslärare.